# Ardisia flavida
Ardisia flavida là một loài thực vật thuộc họ Myrsinaceae. Đây là loài đặc hữu của Ecuador.